# Fritsla landskommun
Fritsla landskommun var en tidigare kommun i dåvarande Älvsborgs län.

## Administrativ historik
Den inrättades i Fritsla socken i Marks härad i Västergötland när 1862 års kommunalförordningar trädde i kraft.
Vid kommunreformen 1952 bildade den en ny storkommun genom  sammanläggning med den tidigare kommunen Skephult. 
Vid reformen 1971 gick kommunen upp i nybildade Marks kommun.

### Kyrklig tillhörighet
I kyrkligt hänseende tillhörde kommunen Fritsla församling. Den 1 januari 1952 tillkom Skephults församling. Dessa lades samman 2010 att bilda Fritsla-Skephults församling.

## Geografi
Fritsla landskommun omfattade den 1 januari 1952 en areal av 82,29 km², varav 79,55 km² land.

### Tätorter i kommunen 1960
I Fritsla landskommun fanns tätorten Fritsla, som hade 2 274 invånare den 1 november 1960. Tätortsgraden i kommunen var då 77,3 procent.

## Politik

### Mandatfördelning i valen 1938-1966
| 3 | 13 | 5 |

| 20 |

| 2 | 14 | 2 | 3 |

| 19 |

| 3 | 13 | 5 |

| 18 | 3 |

| 2 | 19 | 2 | 3 | 4 |

| 25 | 5 |

| 3 | 17 | 2 | 3 | 5 |

| 24 | 6 |

| 3 | 17 | 2 | 2 | 6 |

| 25 | 5 |

| 3 | 18 | 2 | 2 | 5 |

| 24 | 6 |

| 3 | 15 | 3 | 3 | 6 |

| 24 | 6 |